# Alice Harding
Pour les articles homonymes, voir Harding.
Alice Kust Harding est une astrophysicienne américaine travaillant au Goddard Space Flight Center de la NASA, à Greenbelt, dans le Maryland.

## Enfance et éducation
Alice Harding obtient un B.A. du Bryn Mawr College, en Pennsylvanie, en 1973, et un doctorat de l'Université du Massachusetts-Amherst, en 1979.

## Carrière et recherche
En 1980, Alice Harding est nommée astrophysicienne à la Division des sciences astrophysiques du Goddard Space Flight Center, poste qu'elle occupe depuis lors. Ses principaux intérêts de recherche ont été l'accélération des particules à haute énergie et les processus de rayonnement dans les pulsars, les étoiles à neutrons fortement magnétisées (magnétars), les sursauts gamma et les restes de supernova.
Alice Harding travaille dans le cadre de collaborations en astrophysique, notamment l'équipe scientifique NICER, la collaboration Fermi et AMEGO.

## Distinctions et récompenses
Alice Harding reçoit le statut de Fellow de la Société américaine de physique, après avoir été nommé par la Division d'Astrophysique en 1991, pour ses recherches pionnières sur la théorie des atmosphères des pulsars, y compris le vent pulsar et son rôle dans l'accélération des particules à haute énergie, et pour ses contributions à la théorie des interactions électromagnétiques de base en présence de champs magnétiques très puissants.
Le prix commémoratif John C. Lindsay 2012 est remis au Dr Alice Harding. Le prix est présenté par le directeur adjoint, Dr Colleen Hartman, et le Dr Nicholas White.
En 1994, Alice Harding reçoit une médaille pour réalisation scientifique exceptionnelle de la NASA. En 2012, elle reçoit le John C. Lindsay Memorial Award en reconnaissance de ses réalisations scientifiques à Goddard.
Alice Harding reçoit le prix Bruno Rossi 2013 avec Roger W. Romani pour avoir établi un cadre théorique permettant de comprendre les pulsars gamma,. Elle est élue membre de l'American Astronomical Society en 2020.